# Trigonotis nankotaizanensis
Trigonotis nankotaizanensis là loài thực vật có hoa trong họ Mồ hôi. Loài này được (Sasaki) Masam. & Ohwi miêu tả khoa học đầu tiên năm 1933.